# Stryphnodendron rotundifolium
Stryphnodendron rotundifolium är en ärtväxtart som beskrevs av Carl Friedrich Philipp von Martius. Stryphnodendron rotundifolium ingår i släktet Stryphnodendron och familjen ärtväxter. Inga underarter finns listade i Catalogue of Life.